# Église Saint-Pierre de Massels
Pour les articles homonymes, voir Église Saint-Pierre.
L'église Saint-Pierre est une église catholique située à Massels, en France.

## Localisation
L'église est située dans le département français de Lot-et-Garonne, sur la commune de Massels.

## Historique
L'église de Massels a probablement été donnée à l'abbaye de Moissac en 1072. 
Le chevet de l'église date du milieu du XIIe siècle. La nef est plus basse que le chevet et doit être plus tardive.
Au XVIIIe siècle on a reconstruit partiellement le mur sud de la nef. On a ajouté un porche en appentis sur le mur sud et la sacristie. Une dalle de la nef porte la date de 1764. Le clocher-mur a peut-être été construit à cette époque.
L'édifice est inscrit au titre des monuments historiques en 1965,.